# Endostemon wakefieldii
Endostemon wakefieldii là một loài thực vật có hoa trong họ Hoa môi. Loài này được (Baker) M.R.Ashby mô tả khoa học đầu tiên năm 1936.